# Сестра Сигмунда Фројда
Сестра Сигмунда Фројда (мкд. Сестрата на Зигмунд Фројд) је роман македонског књижевника Гоце Смилевског (мкд. Гоце Смилевски) објављен 2007. године. Српско издање књиге објавила је издавачка кућа Лагуна из Београда 2019. године у преводу Зорана Паневског.

## О аутору
Гоце Смилевски (1975), македонски књижевник, добитник Награде европске уније за књижевност. Школовао се у Скопљу, Прагу и Будимпешти. Објавио књиге: Планета неискуства (2000), Разговор са Спинозом (2002), Сестра Сигмунда Фројда (2007), Повратак речи (2015).

## О књизи
У роману Сестра Сигмунда Фројда приказан је однос главне јунакиње романа Адолфине и њеног брата Сигмунда Фројда. Приказана је њихова блискост у детињству, Адолфино дружење са сестром Густава Климта у бечкој психијатријској болници, њене снове и њихова размишљања. Аутор разматра питање да ли је Сигмунд Фројд одговоран за смрт својих сестара у концентрационом логору.
Описује период када је након доласка нациста у Беч, 1938. године, Сигмунду одобрена излазна виза. Захваљујући угледу и познанствима добио је прилику да састави списак оних које ће повести са собом. 
Решио је да поведе са собом супругу, децу с породицама, сестру своје жене, кућне помоћнице, личног лекара с породицом и пса, али не и неку од његове четири сестре. У Бечу је тада оставио четири сестре. Недуго затим, док Фројд у Лондону буде живио своје посљедње дане, сестре ће му бити одведене у концентрацијски логор Терезин и погубљене.
Књига је заснована на истинитој причи, и даје глас оним нечујним, овде понајвише Адолфини Фројд, даровитој, осећајној жени која је живот провела у сјени, његујући мајку и оца.

## Награда
Роман Сестра Сигмунда Фројда је добио 2010. године:
- Награду Европске уније за књижевност и
- Награду за медитеранску културу